# Narongrit Wongsila
Narongrit Wongsila (thailändisch ณรงค์ฤทธิ์ วงศ์ศิลา, * 11. Januar 1996), auch als Puk bekannt, ist ein thailändischer Fußballspieler.

## Karriere
Narongrit Wongsila unterschrieb im Juli 2021 einen Vertrag beim Phatthalung FC. Der Verein aus Phatthalung spielte in der Southern Region der Liga. Hier bestritt er sieben Drittligaspiele. Im Januar 2023 wechselte er zum Zweitligisten Ranong United FC. Sein Zweitligadebüt für den Klub aus Ranong gab Narongrit Wongsila am 7. Januar 2023 (18. Spieltag) im Heimspiel gegen den Rayong FC. Bei dem 2:0-Sieg wurde er in der 14. Minute wegen einer Verletzung gegen Chanchon Jomkoh ausgewechselt. Für den Zweitligisten bestritt er in der Rückrunde 13 Zweitligaspiele. Am Ende der Saison musste er mit Ranong in die dritte Liga absteigen. Nach dem Abstieg verließ er den Verein und schloss sich im Sommer 2023 dem Drittligisten Muangtrang United FC an. Mit dem Verein aus Trang spielte er 14-mal in der Southern Region der Liga. Nach der Hinrunde 2024/25 wechselte er im Januar 2025 zum Ligakonkurrenten Ranong United FC.